# Château de Claig
Le château de Claig était une forteresse du Clan Donald ou MacDonald au sud de l'Écosse. 

## Histoire
Le château fut autrefois un fort massif décrit comme une "forteresse sur mer", qui permettait aux Macdonald seigneur des Îles de dominer et contrôler le trafic maritime vers les Hébrides pendant plus de 4 siècles. 
Le château reste une forteresse des MacDonald jusqu'à ce qu'ils soient vaincus au XVIIe siècle par le clan Campbell.

## Situation géographique
Le château est situé sur l'île de Am Fraoch Eilean qui est juste au large de l'île de Jura.